# Ulrich Kohn
Ulrich Kohn (* 11. Februar 1937 in Königsberg (Preußen); † 13. Mai 2024) war ein deutscher Fußballspieler, der im Jahre 1960 mit Borussia Mönchengladbach den DFB-Pokal gewonnen hat. Von 1957 bis 1963 absolvierte er in der damals erstklassigen Fußball-Oberliga West 121 Spiele und erzielte dabei 54 Tore.

## Laufbahn

### Oberliga West, 1957 bis 1963
Am Ende des Zweiten Weltkriegs flüchtete die Familie Kohn über das zugefrorene Haff von Königsberg nach Gdingen. Von dort ging es nach Dänemark. Drei Jahre verbringt die Familie in einem Flüchtlingslager in Aalborg, ehe sie nach Deutschland kommt. Da eine Tante in der Nähe von Marburg in Hessen lebt, in Homberg (Ohm), kommt die Familie Kohn dort unter. Mit 12 Jahren tritt Uli Kohn seinem ersten Fußballverein bei, der SG Homberg. In den nächsten Jahren wird er zu Lehrgängen in die Sportschule Grünberg eingeladen und der Angreifer schafft es in die hessische Jugendauswahl. Der nächste Schritt ist 1955 der Wechsel in die 1. Amateurliga zum VfL Marburg. Seine Torjägerqualitäten mit Kopf und Fuß zeigt er auch im Amateuroberhaus.
Auf Empfehlung von Verbandstrainer Jupp Kratz macht er im Frühjahr 1957 ein Probetraining beim westdeutschen Oberligisten Alemannia Aachen. Er überzeugt zwar Trainer Georg Knöpfle, da aber das Alemannenpräsidium keine Eilbedürftigkeit bei der Verpflichtung des jungen Amateurs gegeben sah, kam der Tivoli-Elf der Wuppertaler SV zuvor und der 20-jährige Ulrich Kohn wechselte im Sommer 1957 zum Wuppertaler SV in die Oberliga West. Sein erster Vertrag war mit einem Grundgehalt von 160 Mark honoriert. Da er eine Ausbildung zum Elektrotechniker durchlaufen hatte, arbeitete er in Wuppertal neben dem Vertragsfußball in diesem Beruf. An der Seite von Erich Haase, Erich Probst und Horst Szymaniak spielte er seine erste Runde in der West-Liga. Der robuste und schussstarke Stürmer kam auf 20 Einsätze und erzielte für das Team vom Stadion am Zoo fünf Tore. Als Vorletzter stieg Wuppertal am Rundenende in die 2. Liga West ab. Die Oberbergischen belegten aber in der Saison 1958/59 trotz 19 Toren von Kohn in 26 Ligaspielen nur den fünften Platz hinter Hamborn 07, Schwarz-Weiß Essen, Eintracht Gelsenkirchen und Bayer 04 Leverkusen und der Ex-Marburger nahm deshalb das Angebot des Oberligisten Borussia Mönchengladbach zur Runde 1959/60 an und zog an den Niederrhein. Der damalige Borussentrainer Fritz Pliska setzte sich für den Zugang des Mittelstürmers an den Bökelberg ein.
Im ersten Oberligaeinsatz für Mönchengladbach zeigte sich der Angreifer Urich Kohn beim 3:1-Heimsieg gegen Alemannia Aachen gleich von seiner besten Seite: Kohn erzielte alle drei Treffer am 23. August 1959 für die Mannschaft von Trainer Fritz Pliska. Er kam 1959/60 auf 26 Spiele und erzielte dabei 14 Treffer. Der körperlich starke, robuste und schnelle Stoßstürmer mit dem ausgeprägten Torriecher war für den VfL die ideale Ergänzung zum kleinen, wendigen Halbstürmer Albert Brülls, der sich gerne in die Tiefe des Mittelfelds zurückfallen ließ, um von dort nach vorne zu stoßen. Im zweiten Jahr am Bökelberg, 1960/61, schob sich die Borussia auf den sechsten Rang nach vorne und Kohn hatte alle 30 Oberligaspiele bestritten und mit seinen 21 Toren an dem Platz im Vorderfeld der Tabelle der Gladbacher wesentlichen Anteil. Franz Brungs steuerte neun und Albert Brülls einen Treffer bei. Den sportlichen Höhepunkt brachten 1960 aber die Pokalspiele für Kohn und seine Kollegen. Zuerst gewann Mönchengladbach am 24. August 1960 durch einen 3:1-Erfolg gegen den 1. FC Köln mit zwei Kohn-Treffern den Westdeutschen Pokal und zog damit in das Halbfinale des DFB-Pokal ein. Da setzten sich die „Mönche“ beim amtierenden Deutschen Meister Hamburger SV mit einem 2:0-Auswärtserfolg durch. Im DFB-Finale am 5. Oktober 1960 in Düsseldorf traf die Mannschaft von Trainer Bernd Oles auf den Süddeutschen Meister des Jahres 1960, den Karlsruher SC. Nicht nur das Duell der Nationalspieler entschied Albert Brülls auf Seiten von Mönchengladbach gegen den beim KSC als linker Läufer agierenden Horst Szymaniak für sich, auch das Finale ging mit 3:2 Toren an Mönchengladbach. Mittelstürmer Kohn trug sich mit einem Treffer in die Torschützenliste ein.
Im Europokal der Pokalsieger 1960/61 zeigte der schottische Pokalsieger Glasgow Rangers Kohn und Kollegen aber im November 1960 die sportlichen Grenzen auf. Im Düsseldorfer Rheinstadion setzten sich die Schotten vor 45.000 Zuschauern klar mit einem 3:0-Sieg durch. Jim Baxter eröffnete in der 2. Minute den Torreigen zur 0:8-Niederlage der Gladbacher am 30. November 1960 im Ibrox Park. Kohn, Brungs und Brülls waren in beiden Spielen erfolglos bemüht zu einem Torerfolg zu kommen. Zur Ehrenrettung der Gladbacher Oberliga-Vertragsspieler kann man den Einzug von Glasgow Rangers in das EC-Finale gegen den AC Florenz anführen. Im letzten Jahr der Oberliga, Fritz Langner hatte 1962 das Traineramt übernommen, platzierte sich Mönchengladbach auf den elften Rang. Kohn hatte in 24 Einsätzen mit fünf Treffern seine geringste Torquote in seiner Gladbacher Zeit vorzuweisen. Da Mönchengladbach nicht in die Fußball-Bundesliga zur Runde 1963/64 aufgenommen wurde, spielte Kohn mit der Bökelbergelf in der Regionalliga West. Hier gelangen ihm 23 Treffer, vereinsintern folgten Rudolf Pöggeler mit elf und Herbert Laumen mit neun Toren auf den Plätzen.

### Fußball-Regionalliga West, 1963 bis 1971
Es folgten für den Torschützen zwei Jahre auf der Bielefelder Alm, Kohn wechselte 1964 zu Arminia Bielefeld. In der ersten Runde schoss er die Arminia gemeinsam mit Bernd Kirchner und Gerd Roggensack auf den fünften Rang. Im Jahr der Fußball-Weltmeisterschaft 1966 fiel Bielefeld mit Trainer Robert Gebhardt aber wieder in das Mittelfeld zurück. Nach zwei Runden kam erneut ein Vereinswechsel, Kohn schloss sich 1966 dem Regionalligaaufsteiger VfR Neuss an. Von 1964 bis 1966 hatte Kohn in 66 Spielen 31 Tore für Bielefeld erzielt.
Bei dem Verein für Rasensport 1906 im Stadion an der Hammer Landstraße beendete der Stürmer mit 34 Jahren nach der Saison 1970/71 seine aktive Laufbahn in der Regionalliga. Von 1966 bis 1971 hatte er 123 Spiele mit 39 Toren für Neuss absolviert. Im für die Grün-Weißen denkwürdigen Spiel am 13. August 1967 gegen den Bundesligaabsteiger Fortuna Düsseldorf, erzielte er den Siegtreffer zum 5:4-Heimerfolg am ersten Spieltag der Runde 1967/68.
Da Uli Kohn bereits im Jahr 1969 unter Lehrgangsleiter Hennes Weisweiler an der Sporthochschule in Köln die Ausbildung zum Fußball-Lehrer durchlaufen hatte – Kurskollegen waren unter anderem Hartwig Bleidick, Gunnar Gerisch, Heinz Höher, Hans-Hubert Vogts –, war er nach seiner Spielerkarriere noch jahrelang im Amateurbereich als Trainer tätig. Er trainierte die Vereine TuS Reuschenberg, Bayer Dormagen und VfR Neuss. Später war der beruflich im Automobilverkauf angestellte Kohn noch im Tennis aktiv.